# Jean Bielovucic

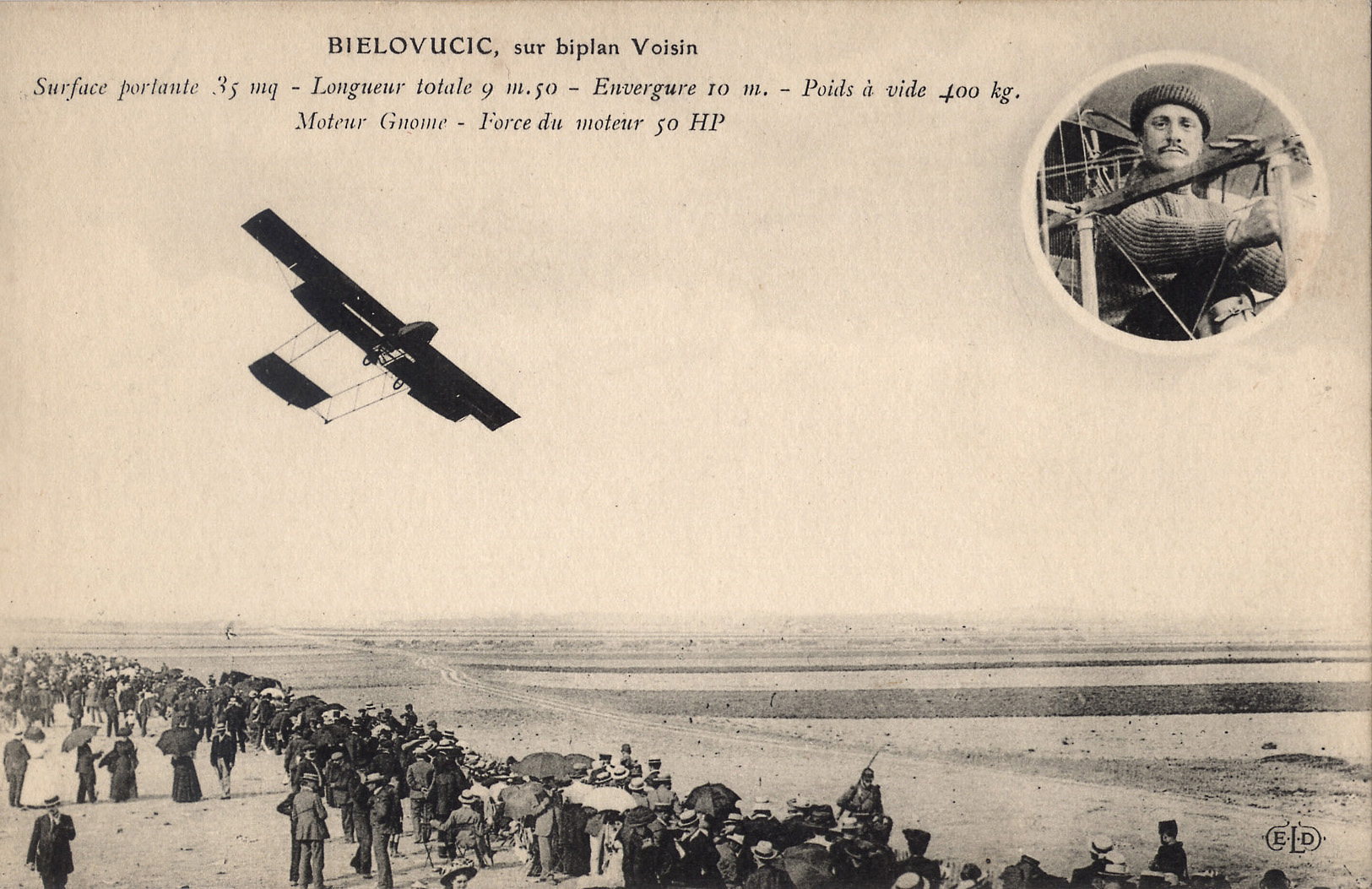
Jean Bielovucic sur biplan Voisin

Jean Bielovucic Cavalié (30 juillet 1889 à Lima – 1949) est un aviateur franco-péruvien, d’origine française par sa mère et croate par son père. Titulaire du brevet de pilote no 87 depuis le 10 juin 1910, il est devenu célèbre en remportant le record du monde de cross-country aérien avec escales en volant de Paris à Bordeaux en septembre 1910, puis en réalisant la seconde traversée aérienne des Alpes en janvier 1913.

## Raid Paris - Bordeaux
C'est du 1er au 3 septembre 1910 que Bielovucic réalise ce raid, partant du champ de manœuvres d'Issy-les-Moulineaux pour rejoindre l’aérodrome de Beau-Désert, avec son biplan Voisin à moteur Gnome, soit 520 km parcourus en 8 h 05 de vol,.

## Traversée des Alpes
Le 25 janvier 1913, Jean Bielovucic est le deuxième à réussir à franchir les Alpes, après Géo Chavez dont la traversée lui a été fatale, avec un monoplan Hanriot-Ponnier D.I à moteur Gnome de 80 chevaux et hélice Chauvière. En 28 minutes il vole de Brigue à Domodossola.

## Pour aller plus loin
- Traversées des montagnes en aéroplane par Lucien Marchis, dans Vingt-cinq ans d'aéronautique française, aux éditions La chambre syndicale des industries aéronautiques, à lire en ligne sur « Aéro-mondo.fr »(Archive.org • Wikiwix • Archive.is • Google • Que faire ?)